# Лафренц, Трауте
Трауте Лафренц Паге (нем. Traute Lafrenz Page, 3 мая 1919, Гамбург — 6 марта 2023, Yonges Island, Южная Каролина) — немецкая активистка Сопротивления, которая была членом антинацистской группы «Белая роза» во время Второй мировой войны.

## Ранние годы
Лафренц родилась 3 мая 1919 года в Гамбурге в семье Карла и Гермины Лафренц, государственного служащего и домохозяйки; она была младшей из трёх сестёр. Вместе с Хайнцем Кучарски Лафренц училась у Эрны Шталь в Lichtwarkschule, гуманитарной школе в Гамбурге. Когда совместное обучение было отменено в 1937 году, Лафренц перешла в монастырскую школу, которую она и одноклассница Маргарета Роте окончили в 1938 году. Вместе с Роте Лафренц начала изучать медицину в Гамбургском университете в летнем семестре 1939 года. После семестра она работала в Померании, где познакомилась с Александром Шморелем, который летом 1939 года начал учиться в Медицинской школе Гамбургского университета, но продолжил учёбу с 1939 по 1940 год в Мюнхене.

## Участие в «Белой розе»
В мае 1941 года Лафренц переехала учиться в Мюнхен, где познакомилась с Гансом Шоллем и Кристофом Пробстом. В своём противостоянии нацистскому режиму она черпала вдохновение в трудах Рудольфа Штейнера. Она присутствовала на многих беседах и дискуссиях группы «Белая роза», в том числе с Куртом Хубером. Летом 1941 года у нее и Ганса Шолля, одного из лидеров группы, были непродолжительные романтические отношения.
В конце 1942 года она привезла в Гамбург третий выпуск листовок «Белой розы» и раздала их вместе со своим бывшим одноклассником Хайнцем Кучарски. Когда Ганс и Софи Шолль были арестованы в Мюнхенском университете 18 февраля 1943 года за распространение антивоенных листовок, Лафренц также оказалась под следствием гестапо. Она была арестована вместе с Александром Шморелем и Куртом Хубером 15 марта. Во время допроса в гестапо Лафренц удалось скрыть всю степень своего участия в распространении листовок. В результате 19 апреля 1943 года она была приговорена Volksgerichtshof (Народным судом, первым сенатом) к одному году тюремного заключения за роль доверенного лица. После освобождения она была снова арестована и заключена в тюрьму гестапо. Суд над ней был назначен на апрель 1945 года. Если бы он состоялся, её, скорее всего, приговорили бы к смертной казни, но союзники освободили тюрьму, в которой она содержалась, за три дня до начала суда, что, вероятно, спасло ей жизнь.

## Послевоенное время
В 1947 году она иммигрировала в Соединённые Штаты, завершив медицинское образование в больнице Святого Иосифа в Сан-Франциско, Калифорния. В США она познакомилась с Верноном Пейджем, офтальмологом. Они поженились в 1947 году, у них родилось четверо детей. Вместе они основали медицинскую практику в Хейфорке, Калифорния. Они были вместе до его смерти в 1995 году. Лафренц была одним из первых практиков целостного медицинского подхода, вдохновлённого антропософией. После переезда в Чикаго она работала с 1972 по 1994 год главой школы Эсперанса, частной терапевтической дневной школы, обслуживающей учащихся с отклонениями в развитии в возрасте от 5 до 21 года. Она участвовала в антропософском движении в США более полувека. Она вышла на пенсию и жила на острове Йонгес недалеко от Меггетта, Южная Каролина. 
В 2019 году к 100-летию со своего дня рождения она получила Орден «За заслуги перед Федеративной Республикой Германия» и высокую оценку президента Германии Франка-Вальтера Штайнмайера, назвавшего Лафренц «героем свободы и человечности». 
6 марта 2023 года Лафренц умерла на острове Йонгес, Южная Каролина, в возрасте 103 лет; она была последним живым членом группы «Белая роза».